# ГАЗ-ММ
ГАЗ-ММ — автомобіль, який широко використовувався під час Другої світової війни. Також називали «полуторкою» — через те, що міг перевозити 1,5 тонн вантажу. Спрощена версія Ford Model AA ліцензована Радянському Союзу.

## Історія

Пам'ятник автомобілю ГАЗ-ММ у Глухові

Автомобіль в 1938 році зазнав зміну — на нього стали встановлювати 50-сильний двигун, подібний до того що на ГАЗ-М-1.
Ця вантажівка, за виключенням деяких деталей (рульовий механізм, кріплення задніх ресор), залишалась аналогічною попередній — ГАЗ-АА (Ford — AA). Цей автомобіль отримав назву ГАЗ-ММ. Перед війною станом на 20 червня 1941 року в Червоній армії нараховувалося 151 тис. ГАЗ-ММ. Після початку війни вони стали випускатися в спрощеному варіанті.
У них з'явилися зварні Г-подібні крила (замість штампованих), дерев'яні кабіни з брезентовим верхом, без дверей. Проте з 1943 року стали встановлюватися дерев'яні двері. Гальма діяли тільки на задні колеса. Переднього буфера і правої фари не було. В 1947 році виробництво цієї автівки передано на Ульяновський автомобільний завод. Випускалася до 1956 року.